# Comtat de Duesmois
El comtat de Duesmois fou una jurisdicció feudal de Borgonya centrada a Duesme, que a finals del segle ix va anar a mans de Manassès I el Vell, que fou comte de Condroz, de Ne, d'Atuyer, d'Auxois, d'Avalois, de Beaune, de Chalon sur Saône, de Duesmois, d'Oscheret (887-918), senyor de Vergy (893-918), i comte de Langres (894-918) i es va casar amb Ermengarda de Provença, filla de Bosó III de Provença, rei de la Borgonya Cisjurana. Manassès va morir el 918 i el va succeir el seu fill Manassès II que fou comte d'Auxois i de Dijon i senyor de Vergy. Duesmois ja no s'esmenta com entitat separada i probablement va restar unit a Auxois.